# MAR-240
MAR-240は、イスラエル国防軍が1970年代から1980年代頃にかけて運用した自走式の多連装ロケット砲である。スーパーシャーマンの車体に240mmロケット弾の36連装ランチャーを搭載したもので、1973年の第四次中東戦争、1982年のガリラヤの平和作戦で使用された。

## 概要
1967年の第三次中東戦争において、イスラエル軍は交戦したエジプト軍やシリア軍から、ソ連製の自走多連装ロケット砲であるBM-24を多数鹵獲した。BM-24はソ連製の6×6輪駆動軍用トラックであるZIL-151あるいはZIL-157に12連装の240mmロケット弾発射機を搭載した兵器で、当時イスラエル軍ではこの種の兵器を使用していなかったが、交戦した結果としてその有用性を認め、鹵獲したBM-24を自軍の兵器として取り入れた。
これらのBM-24はそのまま使用された物もあったが、非装甲のトラックに発射機を搭載した兵器であるため防御力は全く有しておらず、イスラエル軍はこの発射機を当時余剰化しつつあったスーパーシャーマンの車体に搭載する改造を行うこととした。
改造にあたっては、イスラエル・ミリタリー・インダストリーズ (IMI)により油圧式の旋回装置・俯仰角調整機構を組み込んだ36連装の発射機が新たに開発され、また240mmロケット砲弾も鹵獲したBM-24のものと同等のものを国内でコピー生産する体制が取られた。
ベースとなったスーパーシャーマンの車体には少なくとも外見上は大掛かりな改造は行われておらず、砲塔を取り外した砲塔リング部分に旋回式のランチャーを搭載した構造となっている。車体前方のM1919 7.62mm機関銃も副武装としてそのまま残されている。
この兵器は"MAR-240"と呼称されイスラエル軍の装備となった。MARはMedium Artillery Rocket、中型ロケット砲の意味である。MAR-240は2個の砲兵大隊に配備されて1973年の第四次中東戦争で運用され、一定の効果を挙げた。しかしながらMAR-240の射程は約11km程度と短かったため、イスラエル軍は約20km～25kmの射程を持つ290mmロケット弾の4連装ランチャーを搭載した自走ロケット砲としてMAR-290を平行して開発しており、1982年のガリラヤの平和作戦ではMAR-240とMAR-290の両方が運用された。
MAR-290にはMAR-240と同様にスーパーシャーマンの車体を使用したものと、センチュリオン (ショット) の車体を使用した改良型が存在するが、スーパーシャーマン車体を使用したMAR-240とMAR-290の総称として"シャーマン MRL" (Sherman MRL)と表現される例もある。MRLはMultiple rocket launcher、多連装ロケット砲の意味である。
現在ではこれらの車種はアメリカ製のM270 "Menatezz" MLRSによって更新されている。MAR-240の実車はイスラエル国内のラトルン戦車博物館に展示されている。

## 画像

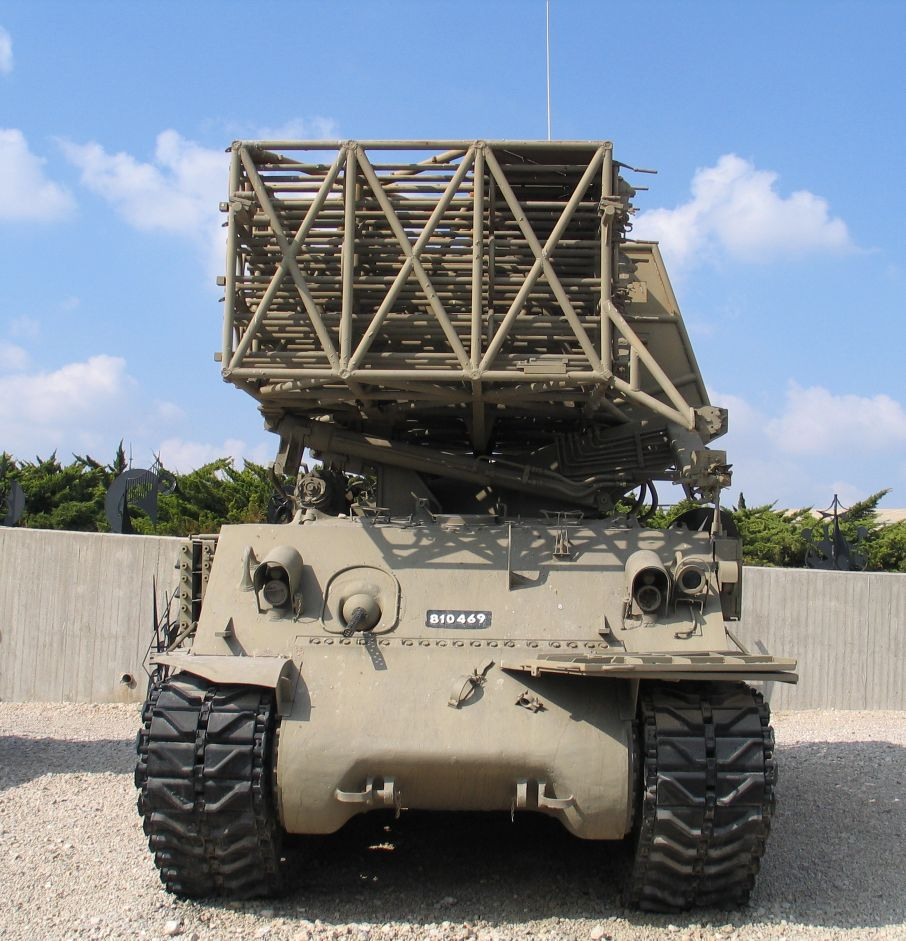
車体前方。
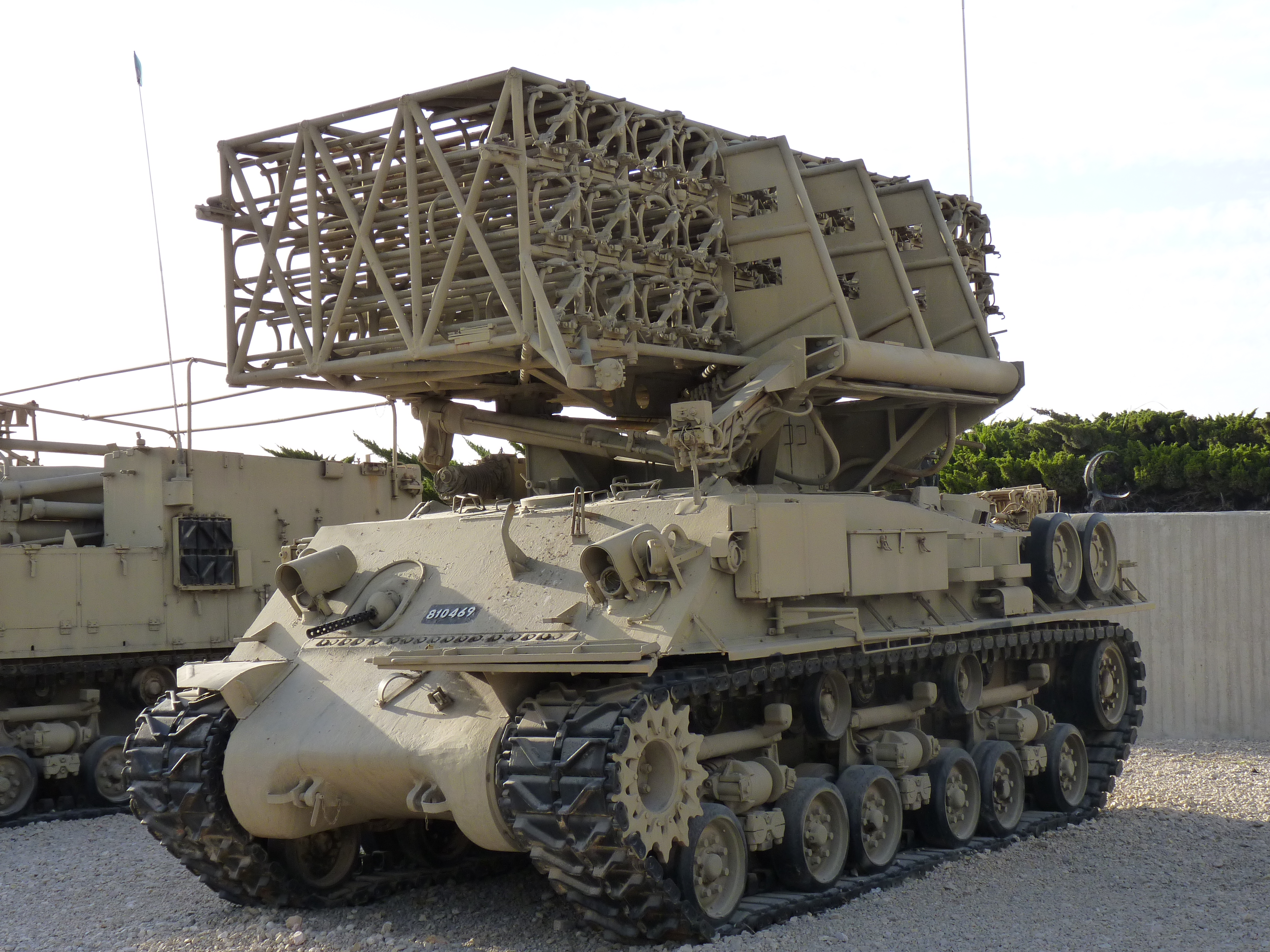
車体左舷側。
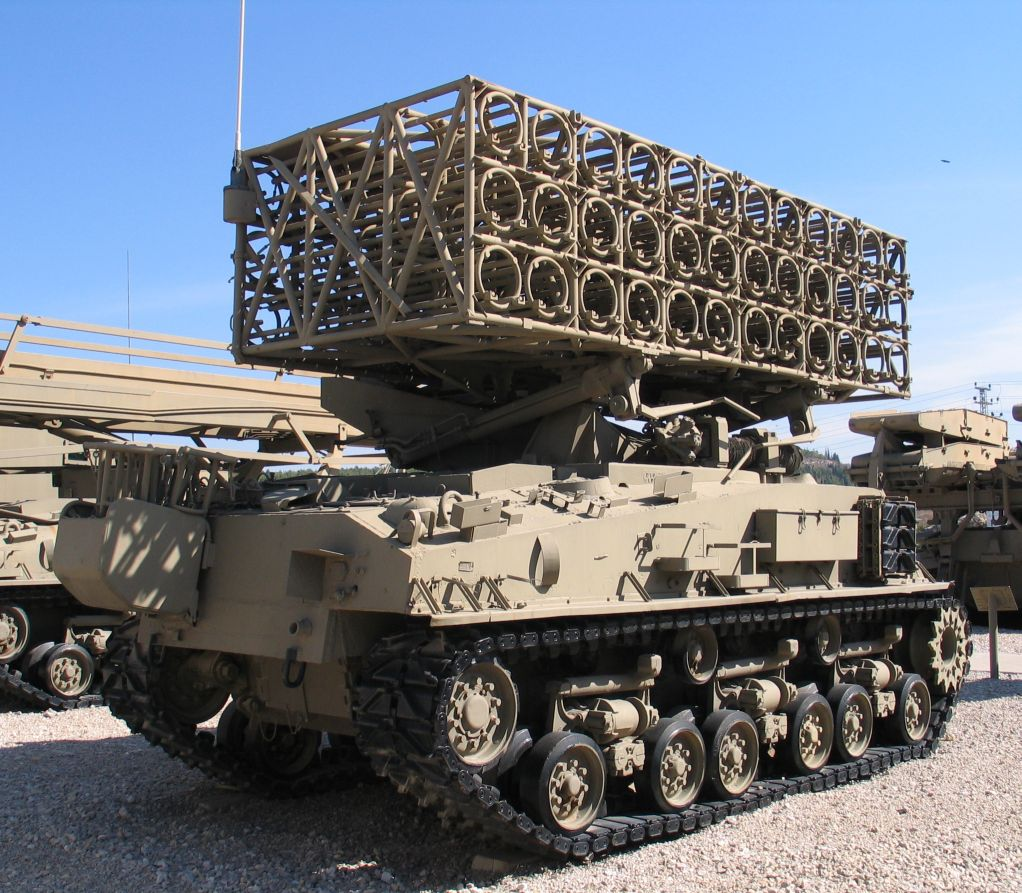
車体右舷後方側。
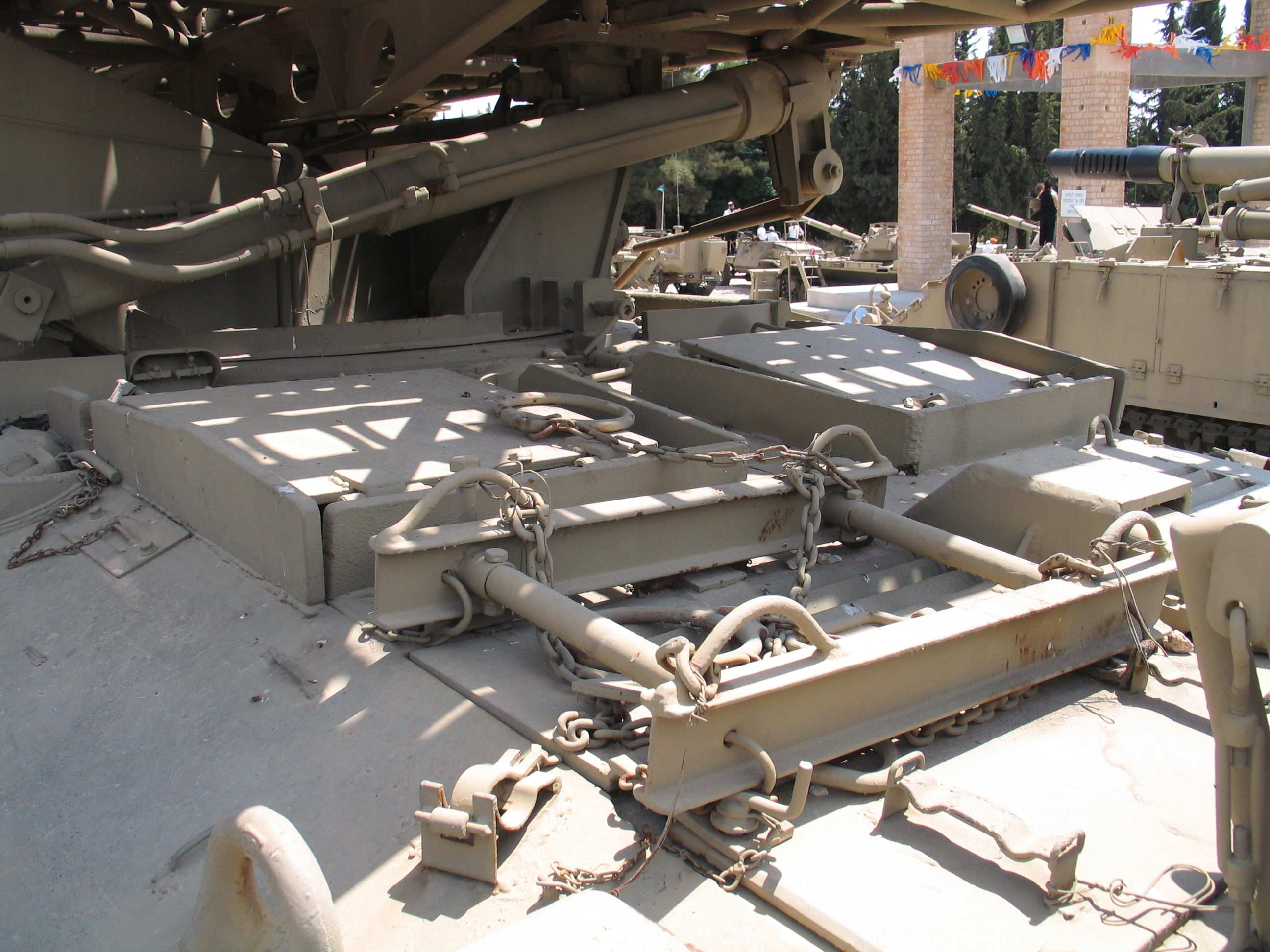
MAR-240のカミンズディーゼルエンジンデッキ。オリジナルのスーパーシャーマンに比べ、大規模な変更は見られない。
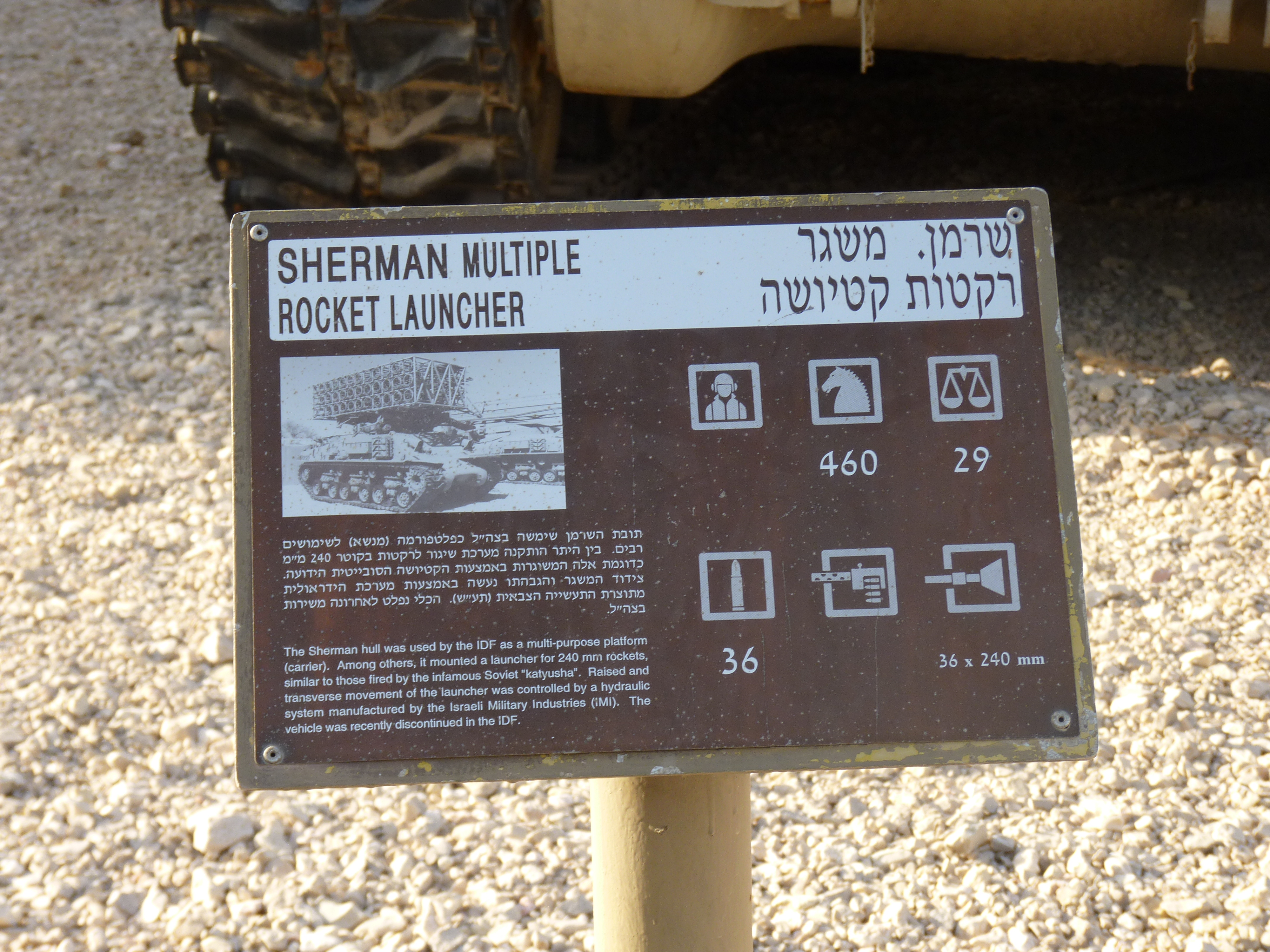
ラトルン戦車博物館の実車解説。乗員数や装弾数がイラストで記されている。